# Denkfabrik
Als Denkfabrik – auch Thinktank oder Think-Tank (englisch think tank) – werden Institute bezeichnet, die durch Erforschung, Entwicklung und Bewertung von politischen, sozialen und wirtschaftlichen Konzepten und Strategien Einfluss auf die öffentliche Meinungsbildung nehmen und sie so im Sinne von Politikberatung fördern. Einige Denkfabriken vertreten dabei eine bestimmte politische oder ideologische Linie, die aggressiv beworben wird, um politische Debatten zu beeinflussen. Eine Denkfabrik kann als Stiftung, Verein, Gesellschaft oder als informelle Gruppe organisiert sein. Beschäftigt werden üblicherweise Wirtschafts- und Sozialwissenschaftler, Fachleute aus den Bereichen Werbung und Kommunikation sowie (ehemalige) Politiker, Unternehmer und sogenannte Testimonials.
Eine allgemein anerkannte Definition gibt es jedoch nicht. Der Begriff Denkfabrik umfasst sehr unterschiedliche Institutionen, deren gemeinsame Zielsetzung darin besteht, auf die Politik Einfluss zu nehmen. Im Sprachgebrauch werden unter dem Begriff aber auch Institutionen subsumiert, die nichtpolitische Ziele verfolgen.
Zu den wichtigsten Funktionen von Denkfabriken zählen die Präsentation von Forschungsergebnissen und das Agenda Setting. Die Forcierung einer öffentlichen und wissenschaftlichen Debatte und die Beratung von Politik, Verwaltung und Öffentlichkeit sind zentral. In den USA dienen Think-Tanks der Ausbildung eines Pools von Experten, die später durch den Drehtür-Effekt als Regierungsbeamte Teil der Verwaltung werden.
Der Terminus „think tank“ ist während des Zweiten Weltkriegs entstanden. Die Umschreibung galt einem abhörsicheren Ort (tank), an dem zivile und militärische Experten an militärischen Strategien arbeiteten (think). Erst in den 1960er und 1970er Jahren wurden damit praxisorientierte Forschungsinstitutionen auch außerhalb der Sicherheitspolitik etikettiert.
In Deutschland werden Denkfabriken überwiegend öffentlich finanziert, etwa durch die Leibniz-Gemeinschaft oder auch durch staatliche Mittel wie bei politischen Stiftungen (z. B. der Hanns-Seidel-Stiftung, Rosa-Luxemburg-Stiftung, Heinrich-Böll-Stiftung, Friedrich-Naumann-Stiftung, Friedrich-Ebert-Stiftung oder der Konrad-Adenauer-Stiftung). Daneben gibt es auch einige privat finanzierte Denkfabriken, die von Parteien, Vereinen, Unternehmen, Verbänden, privaten Stiftungen oder Einzelpersonen unterstützt werden.

## Formen von Denkfabriken
Man kann verschiedene Typen von Denkfabriken unterscheiden:
- Dieter Plehwe trennt zwischen „Advokatorischen Denkfabriken“ und „Akademischen Denkfabriken“.[5]
- James G. McGann trennt für die USA zwischen „akademischen“ (akademische Betrachtung), „vertragsbezogenen“ (Forschung hinsichtlich des Klienten), „advokatorischen“ (politisch-ideologischen Linie) und „politischen“ Denkfabriken (grundsätzliche Strategie).

Die Zuordnung ist nicht immer eindeutig. Es gibt Mischformen, und eine weitere Auftrennung nach politischer Auffassung ist möglich.

### Staatliche Denkfabriken
Diese Denkfabriken arbeiten in erster Linie für die Regierung und finanzieren sich hauptsächlich durch den Staat. Für ihre Forschung können sie zumeist auf die Hilfe staatlicher Behörden zurückgreifen. Ihre Forschungsergebnisse sind oftmals geheim und werden daher nicht veröffentlicht.
Eine Urform der staatlichen Denkfabrik ist die RAND Corporation.

### Advokatorische Denkfabriken
Advokatorische Denkfabriken betätigen sich selten forschend, ihre Hauptfunktion besteht in der Vermarktung und Neuverpackung von Ideen. Sie vertreten eine bestimmte politische oder ideologische Linie, die aggressiv beworben wird, um politische Debatten zu beeinflussen. Im Gegensatz zu akademischen Denkfabriken betreiben advokatorische Denkfabriken keine eigenständige wissenschaftliche Analyse, sondern kaufen externe Expertisen, die zu ihrem Leitbild und ihrer Kommunikationsstrategie inhaltlich passen.
Advokatorische Denkfabriken werden von Interessengruppen ins Leben gerufen und haben eine klare gesellschafts- und wirtschaftspolitische Ausrichtung. Laut Dieter Plehwe sind advokatorische Denkfabriken von Lobbyorganisationen nur schwer abzugrenzen. Vorbild dieses Typus ist die US-amerikanische Heritage Foundation. Sie führte die Idee der Policy Briefs ein, Abfassungen, die so kurz und prägnant sind, dass sie z. B. von politischen Entscheidungsträgern auf dem Weg vom Flughafen in den Kongress durchgelesen werden können. Sie setzen vor allem auf kurzfristige Entscheidungshorizonte und nutzen intensiv die Medien. Das Team besteht meist aus wenigen Wissenschaftlern und vorwiegend aus PR-Leuten, die diese Ideen „verkaufen“.
Eine spezifisch deutsche Variante der advokatorischen Denkfabriken sind die parteinahen Stiftungen, die parteigebunden und vom Staat mitfinanziert sind. Die Etatverhandlungen der parteinahen Stiftungen finden im Bundestag statt. Mit den Steuergeldern werden Stipendienprogramme, Kongresse, Zeitschriften und Studien finanziert. Die Niederlassungen der Stiftungen umfassen repräsentative Anwesen; sie sind im Ausland und in den Bundesländern vertreten. Laut Michael Schlieben sind es „ebenso breitflächige wie engmaschige Netzwerke“.
Es sollen die Parteiabläufe besser bekannt sein, als für externe Berater und damit die Umsetzbarkeit von Reformen erfolgversprechender. Von außenstehenden Personen werden diese Denkfabriken kritisiert, so würden „befreundete Experten eingeladen, unangenehme Forschungsergebnisse zurückgehalten, Geld regelmäßig verpulvert, und Querdenker seien unerwünscht“. Thunert zählt zu den parteinahen Stiftungen die Friedrich-Ebert-Stiftung, die Konrad-Adenauer-Stiftung, die Hanns-Seidel-Stiftung, die Friedrich-Naumann-Stiftung, die Heinrich-Böll-Stiftung und die Rosa-Luxemburg-Stiftung. Dank staatlicher Finanzierung handelt es sich hierbei um große Denkfabriken, deren Arbeit manchmal der Vorgehensweise akademischer Denkfabriken ähnelt. Weitere große deutsche advokatorische Denkfabriken sind die arbeitgebernahen Initiative Neue Soziale Marktwirtschaft (INSM) und das Institut der Deutschen Wirtschaft sowie die gewerkschaftsnahe Hans-Böckler-Stiftung.
Die Professoren für Bildungspolitik Alex Molnar und Kevin G. Welner untersuchten von 2006 bis 2010 in einem Review-Projekt 59 Studien, die von 26 verschiedenen amerikanischen advokatorischen Denkfabriken zur amerikanischen Bildungspolitik veröffentlicht wurden. Sie kamen zum Ergebnis, dass die Studien in einigen Fällen nicht zu beanstanden, in den meisten Fällen aber fehlerhaft seien. Diejenigen Denkfabriken, bei denen sie methodische Fehler sahen, würden diese Fehler über die Jahre kontinuierlich wiederholen. Die meisten dieser Denkfabriken würden auch nicht auf entsprechende Hinweise reagieren. Die Autoren der Studie kamen zu dem Ergebnis, dass diese Fehler oftmals nicht auf Unwissen oder Unachtsamkeit beruhten, sondern das Ergebnis bewusster Irreführung seien (Junk Science).

### Akademische Denkfabriken
Akademische Denkfabriken, die gelegentlich auch als „Universitäten ohne Studenten“ bezeichnet werden, beschäftigen zahlreiche Akademiker, die wissenschaftliche Studien erstellen und publizieren. Sie betreiben eher Grundlagenforschung und haben einen langfristigen Zeithorizont, um die Meinung der Eliten zu beeinflussen. „Stammvater“ dieser Art ist die Brookings Institution in den USA.

## Geschichte

### Großbritannien
Bereits 1831 gründete der Herzog von Wellington mit dem auch heute noch existierenden Royal United Services Institute eine Denkfabrik für Militär- und Sicherheitsfragen.

### USA
Zu den ältesten Denkfabriken in den USA, die bereits in den 1910er Jahren gegründet wurden, gehören der Council on Foreign Relations CFR, die Brookings Institution und die Carnegie Endowment for International Peace in Washington. Diese Gruppe, die sich aus einflussreichen Investmentbänkern, Geschäftsleuten, Akademikern und Politikern zusammensetzte, vertrat die internationalistischen Ideale des US-Präsidenten Wilson.
Der 1. Präsident des Carnegie Endowment for International Peace Elihu Root wurde für sein stetes Bemühen um Ausgleich der Interessen und die Formulierung von Schiedsverträgen in internationalen Konflikten bereits 1912 mit dem Friedensnobelpreis ausgezeichnet und sollte später Ehrenpräsident des CFR werden. CFR-Mitgründer Wickersham gründete zudem mit John Hessin Clarke, einem Richter des Obersten Gerichtshofs der Vereinigten Staaten, die League of Nations Non-Partisan Association (LNNPA), um die amerikanische Bevölkerung zu einem Beitritt zum Völkerbund zu bewegen. Diese internationalistischen Institutionen zeichneten sich durch die Homogenität ihrer Mitgliedschaft aus. So waren die Mitglieder dieser Gruppen ausschließlich Männer, stammten von der amerikanischen Ostküste, hatten enge geschäftliche, gesellschaftliche und kulturelle Beziehungen untereinander, waren zumeist vermögend, oberen Gesellschaftsschichten angehörend und an den berühmten Elite-Universitäten der USA ausgebildet worden. Sie hatten fast keinen Kontakt zum Wahlvolk, zu Mitgliedern des mittleren Managements oder zu mittelständischen Unternehmen. Der von ihnen geprägte Internationalismus und eine damit verbundene Globalisierung richtete sich rhetorisch an alle Bürger, erreichte aber meist nur andere Internationalisten oder Mitglieder des foreign policy establishment. Die liberale Mont Pelerin Society wurde 1947 gegründet, die RAND Corporation 1948. Bis dahin wurden Denkfabriken nicht als solche bezeichnet; die wenigen Dutzend Institute waren schlicht unter ihrem Namen bekannt.

### Begriffsentstehung
Ursprünglich war think tank ein britischer Slang-Ausdruck für Gehirn. Während des Zweiten Weltkriegs wurden so Gruppen bezeichnet, die in abhörsicheren Räumen militärische Strategien entwarfen. Der Begriff bekam die Assoziation eines sicheren Platzes zum Nachdenken („Denk-Behälter“, abgeschlossener Raum). Nach dem Zweiten Weltkrieg entwickelte sich Think Tank zur Bezeichnung für Politikberatungsinstitutionen, also Orte, an denen Experten verschiedener Fachrichtungen zusammengezogen wurden, um konzentriert interdisziplinär nachzudenken.
Eine fabrikähnliche Ideenproduktion, wie sie der direkte Wortsinn der deutschen Übersetzung „Denkfabrik“ nahelegt, ist dagegen nicht gemeint.
Bis in die 1970er Jahre blieb es bei den wenigen Dutzend bekannter Denkfabriken, die für allgemeine und unabhängige Beratung von politischen und militärischen Stellen in den USA herangezogen wurden. Dazu standen ihnen meist viel Personal und Geld zur Verfügung. Erst danach explodierte die Anzahl der Denkfabriken, und es bildeten sich viele kleinere Institutionen heraus, die häufiger zur Unterstützung zielgerichteter Lobbyarbeit gegründet wurden.
Von den über 6.300 Denkfabriken, die 2009 auf der Welt existierten, waren die Hälfte nach 1980 gegründet worden. Nach 1989 wurden vermehrt, meist mit amerikanischer finanzieller Unterstützung, (wirtschafts-)liberale Denkfabriken in Osteuropa gegründet. Im westlichen Europa wurden die beratenden Funktionen der Denkfabriken lange von Institutionen mit Hochschulstatus übernommen.

## Funktion

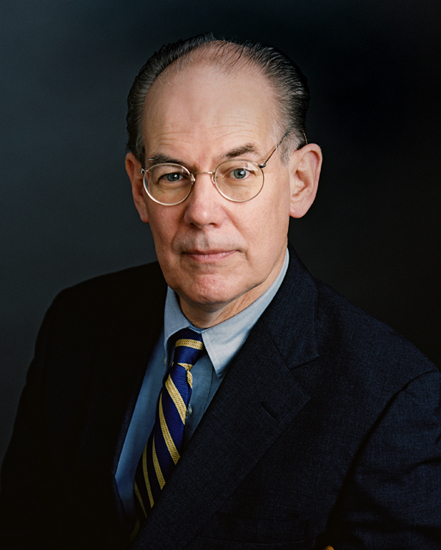
John J. Mearsheimer

Niklas Luhmann sieht in Organisationen, die Denkfabriken entsprechen, eine Antwort auf die – seiner Meinung nach – fehlende gesellschaftliche Akzeptanz für eine Kopplung von Macht und Geld: „Man finanziert nicht Wahrheiten, sondern Organisationen, die sich um die Feststellung und Erforschung von Wahrheiten bzw. Unwahrheiten mehr oder minder erfolgreich bemühen. Mutatis mutandis ergibt sich eine ähnliche Situation bei der Konversion von Eigentum und Geld in Macht.“
Der viel diskutierte, 2007 veröffentlichte Bestseller The Israel Lobby and U.S. Foreign Policy (englisch für Die Israel-Lobby. Wie die amerikanische Außenpolitik beeinflusst wird) der prominenten Politikwissenschaftler John J. Mearsheimer und Stephen M. Walt sorgte in Reihen des Council on Foreign Relations für viel Gesprächsstoff. „Pro-israelische Kräfte überwiegen in den US-Denkfabriken, die eine wichtige Rolle bei der Beeinflussung der öffentlichen Meinung wie auch der eigentlichen Politik spielen“, lautete eine Kernthese des Buches, dessen Ziel so beschrieben wurde:

“The book focuses primarily on the lobby’s influence on U.S. foreign policy and its negative effect on American interests.”

„Das Buch fokussiert primär den Einfluss der Lobby auf die US-Außenpolitik und seine negativen Effekte auf amerikanische Interessen“

In einer Kolumne vom 5. April 2006 bezichtigte der Militärhistoriker und CFR-Mitglied Eliot A. Cohen Walt und Mearsheimer einer antisemitischen Argumentation.
Den antisemitischen Gehalt des Buches machte Cohen an einer „obsessiv und irrational feindseligen Haltung gegenüber Juden“ fest, die sie dem „Vorwurf der Treulosigkeit, der Subversion und des Verrats“ aussetze. Unterstützt wurde Cohen in seiner Kritik u. a. vom Professor für Politik und Internationale Beziehungen der Princeton University, Aaron Friedberg, und vom Wirtschaftsprofessor der Stanford University und Herausgeber der Zeit, Josef Joffe, beide CFR-Mitglieder.
Über den Einfluss in den US-Denkfabriken beunruhigt zeigten sich dagegen die entsprechenden Buchrezensionen u. a. in der Süddeutschen Zeitung („Walt und Mearsheimer gehören zu den Wenigen, die jenseits des Kriegsalltags aus Lügen, Tod und Inkompetenz nach Gründen suchen, dass ihr Land so vollkommen in die Irre geraten konnte. Und sie sind bereit, eine Debatte zu führen, die viele ihrer Kritiker verhindern wollen.“) und Die Zeit („Ihre Thesen sind keine ‚Protokolle der Weisen von Zion‘ aus Chicago und Harvard, sondern couragierte Stellungnahmen zu einem innen- und außenpolitischen Phänomen, das beunruhigen muss.“).

## Kritik
Die britischen Politikwissenschaftler und Publizisten Diane Stone und Andrew Denham weisen darauf hin, dass frühe Studien gerne dazu tendierten, den Fokus zur Rolle von Denkfabriken lediglich auf politische Entscheidungsfindungen zu richten. Die beiden erläutern, dass Studien über Elite-Einrichtungen wie die Brookings Institution betonen, dass Denkfabriken wichtige Komponenten der Macht-Elite seien, wo Entscheidungen in den Händen von wenigen Gruppen und Einzelpersonen konzentriert seien. Dass jedoch die kleineren, weniger bekannten Institutionen in viel größerer Zahl gedeihen als die Elite-Denkfabriken, würde dabei vernachlässigt. Von im Jahre 2012 weltweit 6545 Denkfabriken würden alleine in den USA 1815 Denkfabriken um Einfluss in Politik, Wirtschaft, Wissenschaft, Medien und Gesellschaft kooperieren und konkurrieren.
Der Soziologe Rudolf Stumberger ist der Meinung, dass Tendenzen der Re-Feudalisierung erkennbar sind. Dies bedeutet, dass neben den offiziellen demokratischen Strukturen inoffizielle Strukturen zunehmend wieder an Gewicht gewinnen und sich diese selbst ernannten Eliten vermehrt abschotten. Außerdem hält er die Grenzen zwischen Politik- und Wirtschaftswelt für kaum mehr wahrnehmbar. Der Hamburger Historiker und Amerikanist Bernd Greiner meint, dass den Bilderberg-Konferenzen weit weniger Bedeutung zukomme als den privaten Treffen privat finanzierter Thinktanks.
Hans-Jürgen Krysmanski von der Rosa-Luxemburg-Stiftung stellt fest, dass die weitgehend von privaten Zuwendungen abhängigen Universitäten, privaten Denkfabriken sowie die großen Stiftungen eine zentrale Rolle bei der grundsätzlichen Problemanalyse spielten. Durch klugen Einsatz von Geld und Personal könne schon an diesem Punkt die gewollte Richtung der Analysen beeinflusst werden. Die so entstehende „Definition von Wirklichkeit“ sei dann die Grundlage für die „wirklichen“ Entscheidungen im Rahmen von „Planungsgruppen“. Diese policy discussion groups stellten die machtpolitischen Kerne des Einflusssystems der Geld- und Machteliten dar. Diese Gruppen hält Prof. Krysmanski für noch immer erstaunlich wenig erforscht – und sie stehen ihrer ganzen Natur nach der zuverlässigen Erforschung auch gar nicht offen.
Die Einflussnahme von ausländischen Regierungen, besonders aus dem arabischen Raum, auf Denkfabriken in den USA wurde am 6. September 2014 in der New York Times (NYT) kritisch dargestellt: „Mehr als ein Dutzend herausragender Forschungseinrichtungen in Washington haben zig Millionen Dollar von ausländischen Regierungen erhalten, um Amtsträger der Regierung dazu zu bewegen, politische Ziele umzusetzen, die den Prioritäten der Spender entsprechen.“ Bei den Recherchen der NYT hätten Mitglieder der Einrichtungen den Druck erwähnt, der auf sie ausgeübt würde, um Ergebnisse nach den Wünschen der Auftraggeber zu erzielen. Zu den betroffenen Instituten gehören die Brookings Institution, das Center for Strategic and International Studies und das Atlantic Council. Die Einflussnahme reicht von Geldspenden bis zu vertraglichen Vereinbarungen. Sie verstößt möglicherweise gegen das „Registrierungsgesetz für ausländische Agenten“ von 1938.
Der ehemalige Umweltstaatssekretär Michael Müller warnt vor einem „Versagen der Denkfabriken im Umbruch“. Auch progressive Denkfabriken hätten in der Regel keine Konzepte für die sozial-ökologische Transformation, die angesichts vielfältiger Krisen (Klimawandel, Umweltprobleme, Pandemie) notwendig sei. Die meisten Vorschläge der Thinktanks seien lediglich „Polittechnokratie“ mit allenfalls „grünen Korrekturen“ und damit auf längere Sicht untauglich, denn die Denkfabriken verstünden nicht, dass die Gestaltung der Transformation ein politisch-kultureller Prozess sei und die planetaren Grenzen zu berücksichtigen habe. Der Kulturwissenschafter Christian Moser-Sollmann stellt in Bezug auf österreichische Think-Tanks fest: „Denkfabriken werden meist von interessengeleiteten Auftraggebern als Stiftung, Verein, GmbH oder informelle Gruppe gegründet und geben vor, gemeinnützige Zwecke zu verfolgen. (…) Durchforstet man die Eigenbeschreibungen der österreichischen Institute, fällt auf, dass die überwältigende Mehrheit wirtschaftsliberale, auf jeden Fall interessengebundene Agenden verfolgt. Die Existenzberechtigung dieser advokatorischen Denkfabriken besteht in der aggressiven Propagierung und Neuverpackung jener Ideen und Weltbildern, zu denen sich die jeweilige Denkfabrik in ihren Statuten verpflichtet. Diese Think-Tanks beantworten in ihren ‚Forschungsberichten‘ also nur jene Fragen, die im Sinne der Statuten erlaubt sind. Anstatt fragender Forschung wird interessengeleitete Marktkommunikation betrieben.“